# Hệ động vật Anh
Hệ động vật Anh phản ánh các quần thể động vật được ghi nhận ở nước Anh hợp thành hệ động vật của quốc gia này. Nhìn chung, hệ động vật ở Anh có nhiều nét tương đồng với hệ động vật ở Bắc Âu do sự ảnh hưởng của khí hậu ôn đới hải dương, với một số loài động vật nhỏ, một ít động vật cỡ lớn và nhiều loài chim biển. Ở những góc nhìn nhất định cũng cho thấy một thế giới tự nhiên phong phú, sống động và đầy màu sắc ở xứ sở sương mù. Hiện nay, nhiều động vật quý hiếm đối diện tuyệt chủng ở Anh, đồng thời với đó là sự xâm lấn của các động vật ngoại lại.
Riêng ở dưới lòng sông Thames cũng đã có một thế giới tràn đầy sự sống. Ở đó có một lượng lớn các loài cá, động vật không xương sống và động vật ăn thịt săn mồi hàng đầu sinh sống. Người ta đã ghi chép về 2.732 con vật trên sông Thames trong 10 năm gần đây. Trong đó các loài động vật biển có vú thường xuyên xuất hiện với số lượng lớn trên sông Thames. Hải cẩu là động vật được bắt gặp nhiều nhất tại cầu tàu Canary, London với có khoảng 670 con hải cẩu tại những bến cảng. Sông Thames còn là nơi sinh sống của 49 con cá voi và 444 con cá heo.

## Hệthú
Cáo đen, sóc đỏ, chồn thông châu Âu là những loài động vật quý hiếm có nguy cơ tuyệt chủng cao ở Anh do biến đổi khí hậu và săn bắt. Cáo đen là loài cáo hiếm trong tự nhiên, màu lông khác thường của loài động vật quý hiếm này có được là do đột biến gen gây ra. Theo thống kê, có khoảng 8% cá thể sống ở Canada và rất ít xuất hiện ở Anh. Cáo đen được ghi nhận là đã xuất hiện bên ngoài một căn hộ tại thị trấn Halifax, hạt Tây Yorkshire, Anh. Chồn thông châu Âu là một loài chồn ăn thịt rất quý hiếm thuộc chi Chồn mactet, có kích thước của một con mèo, phổ biến ở xứ Wales, nước Anh. Tuy nhiên, theo báo cáo của Tổ chức VWT kết luận loài chồn này đã tuyệt chủng trong thế kỷ 20 do nạn săn bắt và mất đi môi trường sống phù hợp.
Ở Anh còn có loài sóc đỏ, theo điều tra của Ủy ban Lâm nghiệp ước tính chỉ còn khoảng 140.000 con sóc đỏ ở Anh, tuy nhiên số lượng sóc đỏ đã giảm hơn 50% trong vòng 50 năm qua do sự phát triển mạnh mẽ của đô thị, nỗ lực bảo tồn của chính phủ thất bại và cuộc chiến giữa Sóc đỏ với Sóc xám. Ở Anh còn có thỏ tuyết, hải cẩu xám trong hang động dưới biển Ngoài ra còn có gấu trúc đỏ đầu tiên được sinh ra trong điều kiện nuôi nhốt, chào đời ở vườn thú Newquay, Cornwall, Anh.
Mèo rừng Scotland từng được xem là linh vật và biểu tượng của núi rừng. Tuy nhiên, hiện nay chúng đang bị đẩy đến bờ vực tuyệt chủng do con người chặt phá rừng, can thiệp vào môi trường sống và một yếu tố đặc biệt khác làm giảm số lượng của loài mèo này chính là việc lai tạo giống với mèo nhà, sinh ra những cá thể con mang bộ gen pha trộn, không còn là mèo rừng thuần chủng nữa. Số lượng loài mèo này chỉ còn khoảng vài trăm con. 

### Chuột
Ở Anh có loài Chuột đồng nước là loài vật vô cùng nhanh nhẹn, có giống gốc ở Vương quốc Anh, lông chúng có màu vàng hoặc nâu, dưới bụng có một túm lông trắng. Các loại hạt, trái cây, mật hoa thậm chí cả côn trùng đều là thức ăn của chuột đồng. Trong những năm gần đây loài chuột này có nguy cơ bị suy giảm rất nhiều nguyên nhân do mất đi môi trường sống phù hợp và bị kẻ thù là cáo, chồn, mèo, quạ và cóc tấn công.
Hiện nay ở Anh đã phát hiện ra con chuột khổng lồ với chiều dài khoảng 1,2 mét, nặng 11 kg, nó nằm chết trong một bụi rậm gần sân chơi cho trẻ em ở phía đông London, Anh. Con vật này có thể là một con chuột túi Gambia và đã từng được nuôi làm thú cưng. Chuyên gia động vật học tin rằng đầy là giống chuột cỏ châu Phi, nó có thể đây là chuột cỏ châu Phi, thường được dùng làm thực phẩm, nhiều người bán thịt thú rừng ở chợ để kiếm lời. Tại London, thị trường tiêu thụ thịt chuột cỏ châu Phi phát triển rất mạnh những năm gần đây. Chuột cỏ châu Phi là đặc sản ở Ghana và thường được tuồn lậu bằng cách nhét vào vali và mang vào Anh quốc
Đây là loài gặm nhấm rất thông minh và thường có kích thước lớn, từ đó dấy lên ỗi lo đáng sợ nhất với người dân London chính là tốc độ sinh trưởng và phát triển của những con chuột sẵn sàng lao vào tấn công cả chó. Việc phát hiện ra con chuột với kích thước khổng lồ này khiến nhiều người lo sợ rằng một ngày nào đó xứ sở sương mù có thể bị tàn phá bởi loài động vật gặm nhấm nguy hiểm này. 

### Hươu

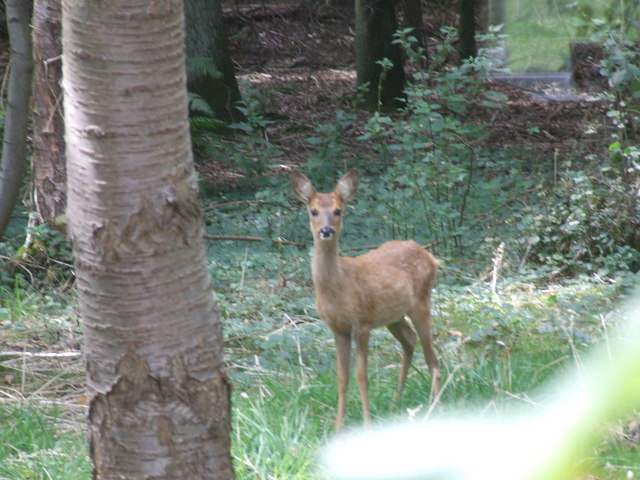
Hình chụp về một con hươu trong tình trạng hoang dã ở Tubney, Oxfordshire, Anh

Có 6 loài hươu đang sống tại Anh. Hoẵng và hươu đỏ là hai loài bản địa, còn 4 loài khác được đưa vào Anh từ thế kỷ 11. Hươu nước Trung Quốc là loài được đưa vào Anh muộn nhất. Chúng bắt đầu xuất hiện trong môi trường hoang dã từ thập niên 20. Loài hươu mới xuất hiện gần nhất là hươu nước Trung Quốc, chính thức được đưa vào tự nhiên trong thập niên 1920. Số lượng hươu tại Anh hiện nay đạt mức lớn nhất kể từ kỷ Băng Hà. Có khoảng 1,5 triệu con hươu đang sống trong môi trường hoang dã tại Anh. Do không có kẻ thù tự nhiên, chúng sinh sôi rất nhanh.
Hiện nay, số lượng hươu ở Anh nhiều hơn bất kỳ thời điểm nào kể từ kỷ Băng hà cuối cùng. Sự vắng mặt của quần thể ăn thịt hươu tự nhiên đang tiếp tục gia tăng, đe dọa đa dạng sinh học và gây tai nạn giao thông và phá hoại mùa màng. Tình trạng đó dẫn đến nhiều vấn đề xấu đối với các vùng nông thôn. Hươu thường xuyên ăn cây cối trên các đồng ruộng. Hàng năm hơn 14.000 xe hư hỏng nặng và khoảng 450 người bị thương tại Anh do va chạm với hươu hoang. Chúng ăn hoa, chồi non, cây bụi trong các khu rừng khiến số lượng nhiều loài chim không thể sinh tồn. Tình trạng đó khiến mức độ đa dạng sinh học giảm, đồng thời làm xáo trộn cân bằng sinh thái.
Ở Anh còn có hươu trắng, ở khu bảo tồn động vật hoang dã RSPB Arne thuộc Dorset, một hạt ở Tây Nam nước Anh. Ngoài Dorset, hươu trắng đã từng xuất hiện ở Devon, New Forest và Highlands, nước Anh. Con hươu trắng quý hiếm này xuất hiện cùng với đàn của mình, rất nổi bật bởi màu sắc khác thường và tỏ ra không mấy sợ hãi khi nhiếp ảnh gia hướng ống kính máy ảnh về phía mình, thậm chí có thời điểm, hươu trắng nhìn thẳng vào nhiếp ảnh gia không hề e ngại. Con hươu trắng cực hiếm này khoảng bốn tuổi, là thành viên của một đàn hươu khoảng 150 con, sinh sống trong khu bảo tồn.
Người ta tin rằng, có thể nó đã mắc hội chứng Leucism, một hội chứng làm mất sắc tố da và lông nhưng không ảnh hưởng đến mắt. Màu trắng khiến con hươu trở nên nổi bật và đẹp ấn tượng nhưng cũng mang đến nhiều hiểm họa cho nó. Hươu trắng là một sinh vật huyền thoại. Nhiều người tin rằng nếu giết hươu trắng thì tai nạn sẽ giáng xuống đầu họ. Người Celts cổ xưa tin rằng hươu trắng là sứ giả mang thông điệp từ một thế giới khác và những ai bắt gặp loài linh vật này sẽ được thay đổi cuộc sống vĩnh viễn. Trong tự nhiên, những lần bắt gặp hươu trắng rất ít, khiến cho sinh vật này ngày càng trở nên bí ẩn. Mỗi một lần xuất hiện, hươu trắng đều gây xôn xao, khiến nhiều người thực sự muốn săn tìm nó. Gạc hươu trắng được cho là có tác dụng tốt hơn hươu thường nên mặc dù được coi là động vật cực hiếm, chúng vẫn bị săn giết.

## HệChim

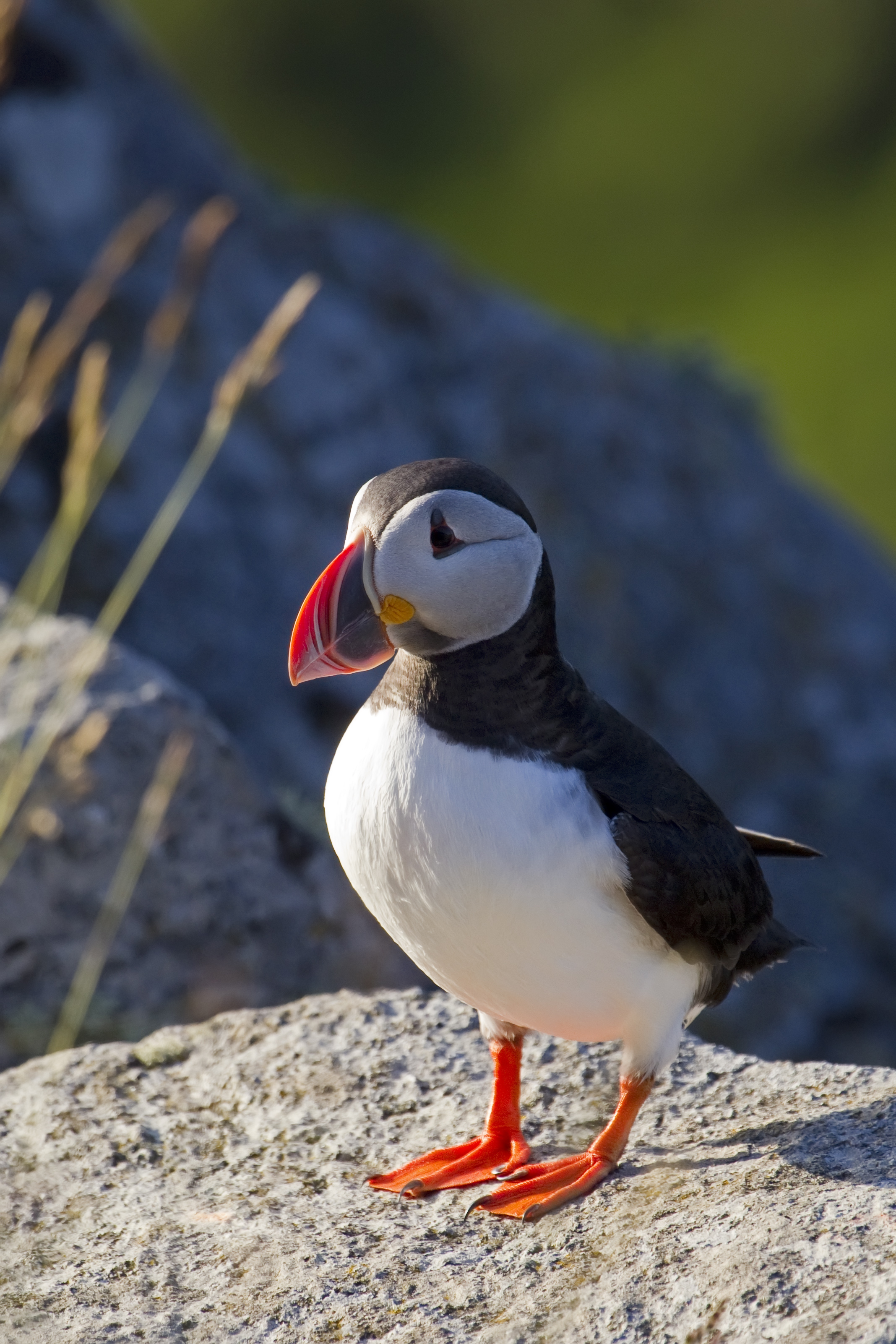
Một loài chim ở Anh

Mùa đông khắc nghiệt tại xứ sở sương mù năm nay có thể khiến nhiều người cảm thấy phiền phức nhưng đối với các nhà động vật học thì họ lại rất thích thú khi ngắm nhìn một số loại chim lần đầu xuất hiện tại đây. Chim cu là một trong những loài chim quý hiếm nhất của Vương quốc Anh. Theo điều tra, số chim cu đã giảm 65% kể từ năm 1980 do mất đi môi trường sống phù hợp và nạn săn bắn của con người. Vì vậy những nhà bảo tồn trên thế giới đang ra sức kêu gọi sự giúp đỡ của tất cả mọi người trong hành trình bảo vệ loài chim này.
Ngoài ra còn có chim ó tắm biển, chim mai hoa, Chim nhạn biển Bắc Cực, Chim sáo đá trong đô thị Hiện nay, nhiều nhà khoa học khẳng định chim sơn ca trở nên khan hiếm do sự sinh sôi của hươu do ăn hoa, chồi non, cây bụi trong các khu rừng khiến số lượng nhiều loài chim không thể sinh tồn, hươu gây sụt giảm số lượng các loài chim rừng, trong đó có những loài chim di cư được yêu thích như Blackcap và Nightingale, chim không di cư như Willow Tip.
Ở Anh cũng từng xảy ra sự việc hi hữu khi những chú chim hét ở Anh chết hàng loạt vì say rượu. những chú chim này đã ăn một loại quả đã lên men, khiến chúng bị say và rơi từ không trung xuống đất, hơn một chục con chim hét chết la liệt tại một trường trung học tại Cumbria, rất nhiều con trong số đó mắc những vết thương trầm trọng.
Một trong những chú chim hét non được tìm thấy còn sống nhưng ở trạng thái say xỉn đang giữ thăng bằng bằng cách đập cánh xuống mặt đất và cố gắng đứng thẳng bằng cách dựa vào bức tường của nơi nó được mang tới. Nhiều cuộc kiểm tra đã loại trừ khả năng chúng bị giết hại hay nhiễm cúm gia cầm, những trái cây trong bụng những chú chim đã bị lên men, trong gan của một trong các chú chim có chứa một lượng cồn nguyên chất ở mức cao.

## Bò sátvàlưỡng cư

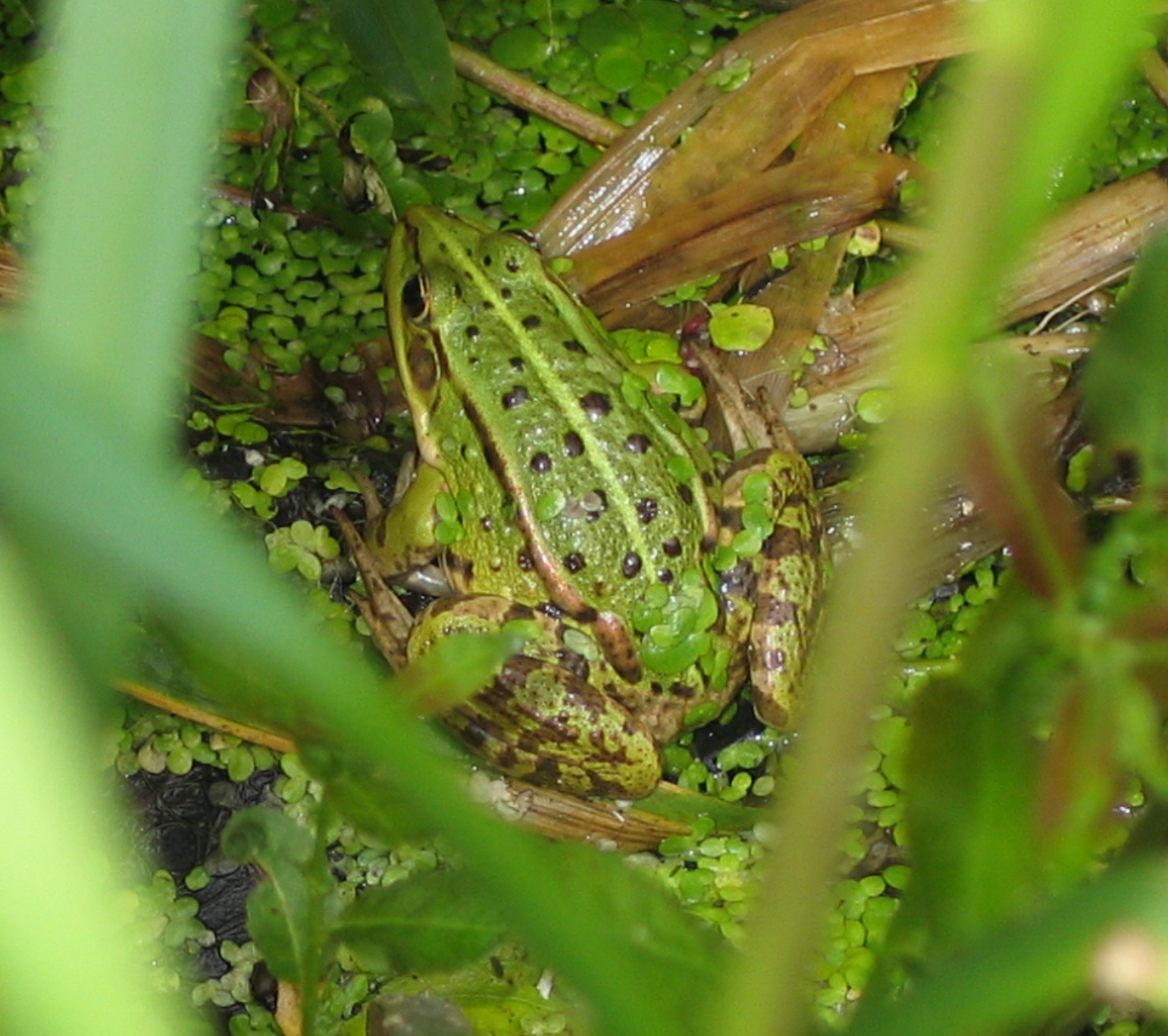
Một con ếch bản địa của Anh

Nước Anh có 03 loài rắn bản địa. Tại Anh, thằn lằn cát là một trong loài bò sát quý hiếm, thường có ở các vùng cây thạch nam phía Nam và các cồn cát ven biển phía tây bắc nước Anh. Loài thằn lằn này cũng bị đe dọa tuyệt chủng và được bảo vệ nghiêm ngặt theo pháp luật Anh, cũng như ở khắp châu Âu. Số lượng ếch nhái ở Anh khá hạn chế và đang suy giảm nhanh chóng, chúng là thiên địch của các loài sên.

## Nhuyễn thể
Những loài nhuyễn thể ở Anh không có nhiều. Hiện nay những nông dân ở Anh đang đau đầu ứng phó với tình trạng sên khổng lồ xâm nhập và tàn phá ruộng vườn. Loài sên Arion vulgaris có nguồn gốc từ Tây Ban Nha, xuất hiện phổ biến ở Bắc Âu và vào Anh qua các loại rau nhập khẩu như rau diếp và xà lách. Những cá thể ngoại cỡ có chiều dài tối đa khoảng 12 cm, gấp 4 lần so với loài sên thông thường. Những con sên ngoại cỡ có chiều dài tối đa khoảng 12 cm, gấp 4 lần so với loài sên thông thường. Chúng đẻ khoảng 400 quả trứng mỗi năm. Những kẻ xâm lược này không chỉ ăn rau, phân, thịt động vật đã thối rữa mà còn ăn thịt chính đồng loại. Chất nhờn của chúng tạo ra những vết trơn trượt trên các con đường.
Nông dân Anh phát hiện sên khổng lồ từ mùa hè. Người ta hy vọng cái lạnh và sương giá của mùa đông ở Anh sẽ giết chúng. Tuy nhiên, những sinh vật này đang dần thích ứng với thời tiết nơi đây. Nhiều người lo ngại sên khổng lồ sẽ giao phối với sên bản địa tạo ra một loài mới có khả năng chịu lạnh và phát triển ngày càng nhiều. Thiên địch của sên khổng lồ là những loài như cóc và ếch. Tuy nhiên, số lượng ếch nhái ở Anh khá hạn chế và đang suy giảm nhanh chóng. Cách duy nhất để giết chết loài này là cắt chúng thành nhiều mảnh

## Côn trùng

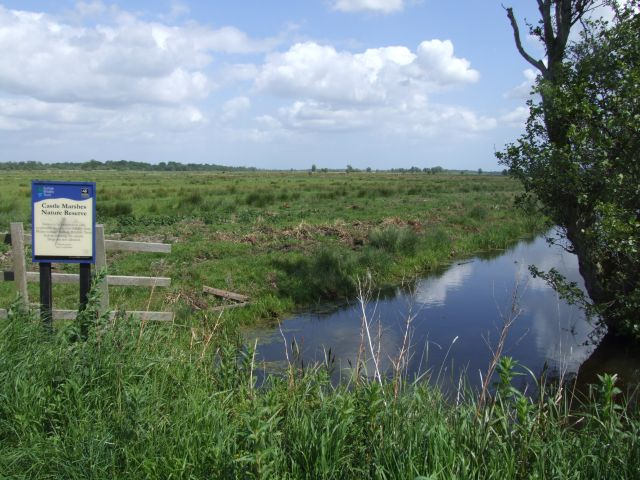
Khu bảo tồn nhện ăn cá ở Anh

Ở Anh hiện nay có khoảng 24.500 loài côn trùng, trong đó khoảng 1.800 loài rệp, 4.000 loài cánh cứng, 7.000 loài ruồi và 7.000 loài ong, kiến… tuy nhiên rất nhiều trong số đó chưa được biết đến. Ở Anh, những con nhện khổng lồ ăn cá (Dolomedes plantarius) to bằng lòng bàn tay hay một con chuột xuất hiện ở nước Anh trong thời gian gần đây. Loài nhện khổng lồ ăn cá có đặc điểm là cơ thể không có lông, chân dài, thân đen và có vạch sọc màu kem đặc trưng dọc trên cơ thể. Chúng thích sống trong những mương rãnh và hồ nước ở vùng đất ngập.
Các khu vực tại Norfolk và Suffolk, Anh, đang là nơi trú ngụ của hàng nghìn con nhện. Loài nhện lớn nhất nước Anh tăng vọt về số lượng sau khi được đưa tới môi trường sống mới. Trước đó, chúng từng nằm trong danh sách động vật có nguy cơ tuyệt chủng cho đến năm 2010. Mặc dù sở hữu thân hình khổng lồ đáng sợ, nhưng loài nhện lưỡng cư này không gây ra nguy hại cho con người. Chúng thường ăn các côn trùng như bọ nước và bọ dừa, nòng nọc sa giông gần trưởng thành và cá nhỏ.
Một số con nhện đẻ trứng hai lần mỗi năm. Những con nhện cái lớn có cơ thể dài 2,3 cm trong khi sải chân đạt 7 cm. Điểm đặc trưng của chúng là những vạch sọc màu kem trên cơ thể. Loài nhện khổng lồ này có thể đẻ tới 700 trứng mỗi lần dù rất ít trứng tồn tại. Chúng nuôi con non trong những chiếc mạng giống như pha lê. Những con nhện phát triển tốt ở khu bảo tồn. Chúng có môi trường thực vật phù hợp cùng với mương rãnh giúp ích cho việc tạo mạng nuôi con bên cạnh nguồn mồi săn dồi dào. Những con nhện đang mở rộng phạm vi sinh sống sang các mương rãnh mới.
Hiện nay, hàng triệu con nhện tí hon màu vàng đang xuất hiện khắp nước Anh, bám đầy các bức tường, tay nắm cửa và cây cối. Những con nhện này được gọi là nhện vườn, trứng của chúng thường nở vào đầu tháng 6. Những con nhện tí hon này mới chỉ vài ngày tuổi và sẽ tiếp tục phát triển. Loài nhện này vô hại, có phần lưng màu vàng có đốm đen. Chúng được sinh ra trong bọc khoảng 300-800 trứng. Nhện mẹ sẽ bảo vệ bọc trứng bằng một lớp tơ nhện dày cùng với phân của nó và những mảnh xác của các sinh vật chết. Lớp phủ này sẽ bảo vệ chúng trong suốt mùa đông cho đến khi chúng nở vào thời điểm thích hợp. Nếu bị quấy rầy, bọc trứng sẽ vỡ ra và những con nhện con sẽ phân tán khắp nơi. Khi nguy hiểm đã qua, chúng sẽ quay trở lại mạng nhện và tập trung thành đám.
Người dân tại thị trấn Cheshire, Anh đang lo lắng và hoảng sợ khi thấy sự xuất hiện của những con nhện khổng lồ. Loài nhện khổng lồ này có chân rất dài và khiến những người nhìn thấy nó lần đầu phải sợ hãi. Một số con nhện thậm chí có kích thước lớn như chuột. Thời tiết ẩm ướt trong mùa hè vừa qua đã làm tăng số lượng nhện. Chúng xuất hiện trong các căn nhà, nhà tắm và có thể xuất hiện ở bất cứ khu vực nào trong nhà. Người dân được cảnh báo không đụng trực tiếp vào những con nhện xâm lấn này.
Những con nhện sói đến nước Anh từ các container xuất phát hoặc có ghé qua Trung Mỹ. Trong những tháng nóng, độ ẩm cao, thế là chúng cứ sinh sôi nảy nở. Tuy chưa phải là một quần thể nhện lớn, nhưng không phải là quá hiếm. Nếu gặp loài nhện nhiều lông này không nên tiếp cận. Nhện này dùng hai chân sau để gẩy nhẹ gai nhỏ của nó vào bất kỳ một loài động vật nào. Cắm vào thịt, lông này gây đau buốt không chịu nổi, vào mắt là bị mù. Những con nhện sói này hiện nhiều hơn so với số được nuôi để chơi có kiểm soát, người ta nhìn thấy chúng bò lổm ngổm trên đường phố vào ban đêm.